# Podróż apostolska Jana Pawła II na Ukrainę

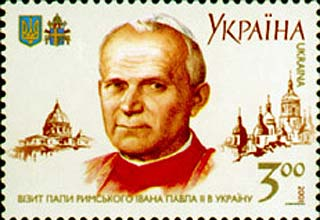
Znaczek pocztowy wyemitowany z okazji pielgrzymki Jana Pawła II na Ukrainę

Podróż apostolska papieża Jana Pawła II na Ukrainę – wizyta biskupa Rzymu, która odbyła się w dniach 23–27 czerwca 2001 roku na zaproszenie ukraińskiego rządu i hierarchów katolickich. Była to 94. zagraniczna podróż Jana Pawła II i jedyna na ziemię ukraińską.
Celem wizyty było wsparcie wiary katolików i pomoc w nawiązaniu przyjaznych stosunków między różnymi wyznaniami chrześcijańskimi na Ukrainie. Zgodnie z programem wizyty Jan Paweł II odwiedził Kijów i Lwów.
Papież został przyjęty przez Prezydenta Ukrainy Łeonida Kuczmę, który brał udział także w spotkaniach i uroczystościach pożegnalnych papieża oraz w Mszach Świętych w Kijowie i Lwowie, przez przedstawicieli parlamentu i rządu ukraińskiego oraz kardynała Mariana Jaworskiego, zwierzchnika Kościoła rzymskokatolickiego na Ukrainie i kardynała Lubomyra Huzara, głowy Ukraińskiej Cerkwi Greckokatolickiej. Jan Paweł II spotkał się z przedstawicielami środowiska politycznego, biznesowego i kulturalnego Ukrainy oraz biskupami i przywódcami religijnymi wchodzącymi w skład konferencji Wszechukraińskiej Rady Kościołów (z wyjątkiem Ukraińskiego Kościoła Prawosławnego Patriarchatu Moskiewskiego).
Papież modlił się przy grobie Askolda (pierwszego chrześcijańskiego księcia Kijowa), złożył kwiaty przy Grobie Nieznanego Żołnierza na Wzgórzu Chwały w Kijowie oraz przy Pomnikach Ofiar Totalitaryzmów w Bykowni i Babim Jarze. Podczas pobytu Jana Pawła II w Kijowie w wydarzeniach związanych z pielgrzymką wzięło udział ponad 200 000 osób różnych wyznań, we Lwowie ponad 2 miliony, a papież był witany na wszystkich trasach, którymi się przemieszczał.
Jan Paweł II odprawił w czasie pielgrzymki na Ukrainę cztery nabożeństwa w Kijowie (na kompleksie sportowym Czajka) i we Lwowie (na hipodromie). Dwie Msze zostały odprawione w obrządku łacińskim, a dwa nabożeństwa w obrządku bizantyjskim. Łącznie uczestniczyło w nich ponad 1,6 mln pielgrzymów. W czasie jednej z Liturgii sprawowanych na hipodromie we Lwowie papież beatyfikował 28 osób: 27 nowomęczenników greckokatolickich oraz siostrę Michalinę Jozafatę Hordaszewską. Podczas podróży apostolskiej papież wygłosił 11 kazań i przemówień, wszystkie w języku ukraińskim. Wyraził w nich uznanie dla wkładu Ukrainy w pokój i stabilność w Europie i regionie.